# مديرية الروضة

تعديل مصدري - تعديل

مديرية الروضة هي إحدى مديريات محافظة شبوة في اليمن. بلغ عدد سكانها 27371 نسمة عام 2004.